# Until It's Gone (bài hát của Linkin Park)
"Until It's Gone" là một bài hát được sáng tác bởi ban nhạc rock người Mỹ Linkin Park. Bài hát được ban nhạc thu âm cho album phòng thu thứ 6 của họ, The Hunting Party, trong đó nó là bài hát thứ 7 của album. Được sản xuất bởi Mike Shinoda và Brad Delson, ca khúc này cũng nằm trong đĩa đơn cùng tên, được phát hành bởi Warner Bros. Records và Machine Shop vào ngày 6 tháng 5 năm 2014. Đĩa đơn này là đĩa đơn thứ 2 được phát hành để quảng bá cho album The Hunting Party. Đĩa đơn cũng nằm trong phần âm nhạc của trò chơi điện tử phiêu lưu hành động Transformers: Rise of the Dark Spark, được phát hành vào ngày 24 tháng 6 năm 2014.

## Hoàn cảnh và phát hành
Trong bản đánh giá xem trước album của Rolling Stone, bài hát được mô tả: "Until It's Gone" bắt đầu với một dạng âm hưởng synth, vốn là phong cách mở đầu quen thuộc của nhóm trong album ra mắt đột phá năm 2000, Hybrid Theory, nhưng sau đó được xây dựng thành một bản nhạc rock u ám để nhắc nhở thính giả, thông qua ca sĩ Chester Bennington, rằng "[bạn] không biết trân trọng những thứ ta có đến khi ta đánh mất nó."  Trong một bản đánh giá xem trước khác của Loudwire, đĩa đơn được mô tả: "đó là một ca khúc có nhịp trung với ca từ nhẹ nhàng hơn được trình diễn bởi Chester Bennington, người có giọng hát thực sự linh hoạt. Những âm tiết và bầu không khí mơ màng đủ để cuốn bạn đi nhưng Bennington đưa bạn trở lại trái đất khi anh ấy cất tiếng đoạn điệp khúc quen thuộc. " 

## Biên soạn
"Until Its Gone" được mô tả là một bài hát alternative rock, Electronic rock  và gothic rock. Về mặt ca từ, bài hát nói về một mối tình không thành mà ca sĩ chính Chester Bennington đã từng trải qua. AltWire diễn giải bài hát: "bắt đầu bằng một đoạn synth tương tự như 'Numb' trong album Meteora năm 2003, rồi bất ngờ chuyển sang giai điệu goth rock u ám." 

## Video âm nhạc
Một video lời bài hát đã được công chiếu lần đầu trên YouTube vào ngày 5 tháng 5 năm 2014. Do Austin Saya đạo diễn, đoạn phim dài ba phút được quay ở Los Angeles, California. Một video âm nhạc chính thức sau đó được phát hành vào ngày 11 tháng 6 năm 2014, do Joe Hahn đạo diễn. Video đã được công chiếu lần đầu trên trang Facebook chính thức của ban nhạc và hiện đã được tải lên kênh YouTube chính thức của họ. Video đã nhận được đề cử tại MTV Video Music Awards 2014 ở hạng mục "Video nhạc rock hay nhất".
Tính đến tháng 4 năm 2020, video âm nhạc đã có 40 triệu lượt xem trên YouTube.

## Danh sách ca khúc
| Tải xuống kỹ thuật số | Tải xuống kỹ thuật số | Tải xuống kỹ thuật số | Tải xuống kỹ thuật số    | Tải xuống kỹ thuật số |
| STT                   | Nhan đề               | Sáng tác              | Nhà sản xuất             | Thời lượng            |
| --------------------- | --------------------- | --------------------- | ------------------------ | --------------------- |
| 1.                    | "Until It's Gone"     | Linkin Park           | Brad Delson Mike Shinoda | 3:41                  |

| CD (B00K7N2I00)  | CD (B00K7N2I00)                       | CD (B00K7N2I00)             | CD (B00K7N2I00)  | CD (B00K7N2I00) |
| STT              | Nhan đề                               | Sáng tác                    | Nhà sản xuất     | Thời lượng      |
| ---------------- | ------------------------------------- | --------------------------- | ---------------- | --------------- |
| 1.               | "Until It's Gone"                     | Linkin Park                 | Delson Shinoda   | 3:41            |
| 2.               | "Guilty All the Same" (hợp tác Rakim) | Linkin Park William Griffin | Delson Shinoda   | 5:55            |
| Tổng thời lượng: | Tổng thời lượng:                      | Tổng thời lượng:            | Tổng thời lượng: | 9:36            |

## Nhân sự
| Linkin Park - Chester Bennington – ca sĩ chính - Mike Shinoda – hát bè, guitar đệm, đàn organ - Brad Delson – guitar chính - Dave "Phoenix" Farrell – guitar bass, hát bè - Joe Hahn – sampling, lập trình - Rob Bourdon – trống, bộ gõ | Kỹ thuật viên - Ethan Mates – kỹ sư |

## Xếp hạng
| Bảng xếp hạng (2014)                              | Vị trí cao nhất |
| ------------------------------------------------- | --------------- |
| Australia (ARIA)                                  | 58              |
| Áo (Ö3 Austria Top 40)                            | 33              |
| Bỉ (Ultratop 50 Flanders)                         | 84              |
| Canada Rock (Billboard)                           | 39              |
| Cộng hòa Séc (Rádio Top 100)                      | 22              |
| Pháp (SNEP)                                       | 104             |
| Đức (GfK)                                         | 24              |
| Thụy Sĩ (Schweizer Hitparade)                     | 23              |
| UK Singles (Official Charts Company)              | 78              |
| Anh Quốc Rock and Metal (OCC)                     | 1               |
| Hoa Kỳ Bubbling Under Hot 100 Singles (Billboard) | 15              |
| Hoa Kỳ Hot Rock Songs (Billboard)                 | 17              |
| Hoa Kỳ Rock Airplay (Billboard)                   | 16              |
| Hoa Kỳ Alternative Songs (Billboard)              | 19              |
| Hoa Kỳ Mainstream Rock (Billboard)                | 1               |

| Bảng xếp hạng (2014)           | Vị trí |
| ------------------------------ | ------ |
| US Hot Rock Songs (Billboard)  | 75     |
| US Rock Airplay (Billboard)    | 45     |
| US Mainstream Rock (Billboard) | 18     |

## Lịch sử phát hành
| Khu vực  | Ngày                     | Định dạng                         | Hãng đĩa                  | Số danh mục |
| -------- | ------------------------ | --------------------------------- | ------------------------- | ----------- |
| Thế giới | Ngày 6 tháng 5 năm 2014  | Tải xuống kỹ thuật số             | Warner Bros.              | không có    |
| Ấn Độ    | Ngày 6 tháng 5 năm 2014  | Tải xuống kỹ thuật số             | Warner Bros.              | không có    |
| Ý        | Ngày 9 tháng 5 năm 2014  | Đài phát thanh ăn khách đương đại | Warner Bros.              | không có    |
| Hoa Kỳ   | Ngày 13 tháng 5 năm 2014 | Đài rock hiện đại                 | Warner Bros. Machine Shop | không có    |
| Đức      | Ngày 30 tháng 5 năm 2014 | CD                                | Warner Bros.              | 5439197124  |
| Thụy Sĩ  | Ngày 30 tháng 5 năm 2014 | CD                                | Warner Bros.              | 5439197124  |